# Craftbeer

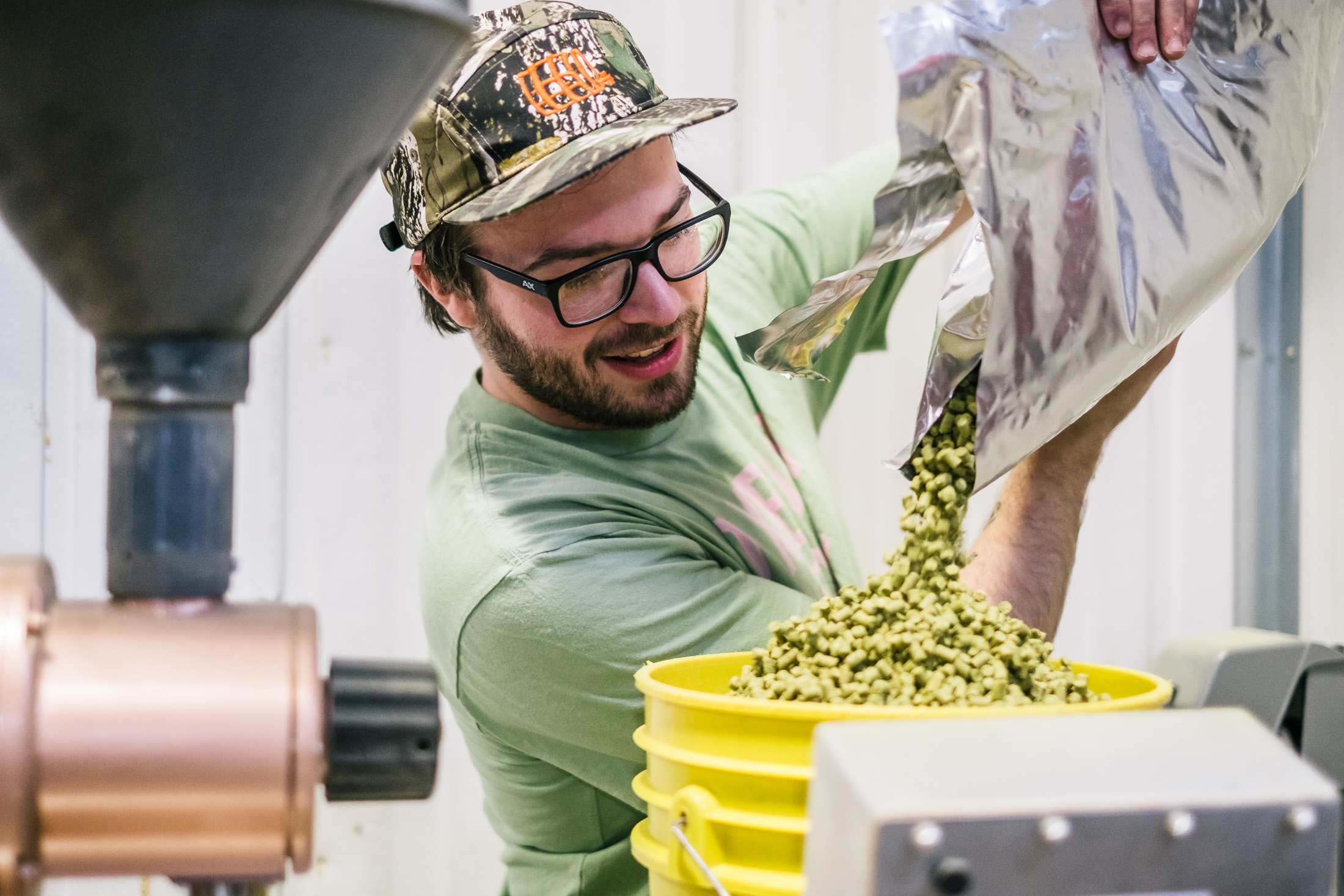
US-amerikanischer Craft-Brauer beim Abwiegen des Hopfens

Craftbeer (auch Craftbier, von englisch Craft „Handwerk“) ist eine Sammelbezeichnung für Biere, die nicht großindustriell, sondern handwerklich gebraut werden. Mitunter zeichnen sie sich durch unkonventionelle Mischungen verschiedener Hopfensorten aus. Häufig werden alte oder regionsuntypische Bierstile aufgegriffen und neu interpretiert.

## Geschichte und Begriffsherkunft
Die Craft-Beer-Bewegung entstand Ende der 1970er Jahre in den Vereinigten Staaten als Reaktion auf den oligopolistischen, von Großbrauereien geprägten Biermarkt. 1978 erreichten die zehn größten Brauereien der USA erstmals einen gemeinsamen Marktanteil von über 90 Prozent.
Diese verzerrte Marktsituation war direkte Folge der Prohibition von 1920 bis 1933. Von bundesweit etwa 1300 lokal agierenden Brauereien mit angeschlossener Ausschank konnten nur Großbetriebe wie Miller oder Anheuser-Busch die Produktion nachhaltig auf alkoholarmes Near Beer, Root Beer oder Ginger Ale umstellen. Wenige Betriebe konnten weiters im großen Stil investieren und somit Flaschenabfüllung und den überregionalen Vertrieb durch eigene LKW-Transportflotten forcieren. Die Produktpalette wurde in den Folgejahren der Prohibition bewusst verknappt und war schließlich von charakterarmen, süffigen Lagerbieren geprägt.
Craftbrewing und Craftbier etablierten sich Ende der 1970er Jahre als Gegenbewegung zu den Großbrauereien mit ihren „Industriebieren“. Als wichtige Impulsgeber gelten mehrere Ereignisse:
- Die Übernahme der insolventen Anchor Steam Brewing Company durch den Unternehmer Fritz Maytag 1965. Die Brauerei gilt als die erste in den USA, die sich wieder auf Qualität, traditionelles Brauhandwerk und die Etablierung alter Bierstile konzentrierte.[7] Anchor Steam braute ab 1972 etwa das erste Porter auf US-amerikanischem Festland seit der Prohibition.
- Die Veröffentlichung des Buchs The World Guide to Beer durch den englischen Autor Michael Jackson im Jahr 1977. In diesem umfassenden Überblick schlägt Jackson die heute in der Szene gebräuchliche Klassifizierung durch Bierstile vor.[9]
- Die Legalisierung von Homebrewing im Februar 1979. Erstmals seit der Prohibition war das private Brauen von bis zu 379 Litern Bier pro Jahr erlaubt.[10]
- Die Entwicklung des American-Style Pale Ale 1980 durch die kurz zuvor gegründete Sierra Nevada Brewing Company. Die Kalthopfung mit kalifornischem Cascade-Aromahopfen etablierte den gängigen „West-Coast-Stil“ moderner Craftbiere.[11]

Craftbrewer waren schließlich kleine, unabhängige Brauereien, die ihre Produkte in bewusster Konkurrenz und Abgrenzung zu den etablierten Großbrauereien als besonders hochwertig bewarben und Biere auf der Basis traditioneller europäischer Stile brauten. Die Zahl der Brauereien und Biermarken in den USA stieg daraufhin massiv an.

## Definition der Brewers Association
Der US-Brauerverband Brewers Association unterscheidet drei Kategorien, von denen es 2015 mehr als 4000 Brauereien in den USA gab:
- Brewpubs
- Microbreweries
- Regional Craft Breweries

Der US-Craft-Bier-Verband Brewers Association klassifiziert Craft Brewer wie folgt:
- Small: „Klein“ bedeutet maximal 6 Millionen Barrel Jahresausstoß, das entspricht 7 Millionen Hektoliter. Selbst die größte deutsche Großbrauerei (Krombacher, 5,7 Millionen Hektoliter in 2017[16]) gilt nach dieser Definition als „klein“.
- Independent: Damit eine Brauerei als unabhängig gilt, dürfen höchstens 25 Prozent einer Brauerei einem Mitglied der Getränkeindustrie gehören, das selbst kein Craft Brewer ist.
- Brewer: Der Großteil des Alkoholvolumens muss als Biere produziert werden, deren Geschmack aus traditionellen oder innovativen Brauzutaten und deren Gärung resultiert, damit die Brauerei als „traditionell“ gilt.

Gemäß dieser Definition war 2015 etwas mehr als jedes zehnte in den Vereinigten Staaten gezapfte Bier ein Craftbeer. Dies entspricht 14 Prozent des Gesamtbierumsatzes in den USA.
Ein entsprechender Markt entwickelte sich auch in Großbritannien als Folge der Kampagne für traditionelle Ales. Die Anzahl der Brauereien in Großbritannien überstieg 2015 erstmals die Anzahl der Brauereien in Deutschland. Der weltweite Marktanteil der Craftbiere liegt bei ca. 2,5 % der jährlich gebrauten 2.000.000.000 hl, verbraucht aber 20 % der globalen Hopfenernte.
Für Craft- und Mikrobrauereien gibt es in den USA, Großbritannien, Deutschland und Italien Brauereianlagenhersteller, die einfache und kostengünstige Anlagen herstellen. Diese Anlagen sind speziell den geringeren Mengen und kleineren Chargengrößen angepasst.

## Craftbier in Deutschland

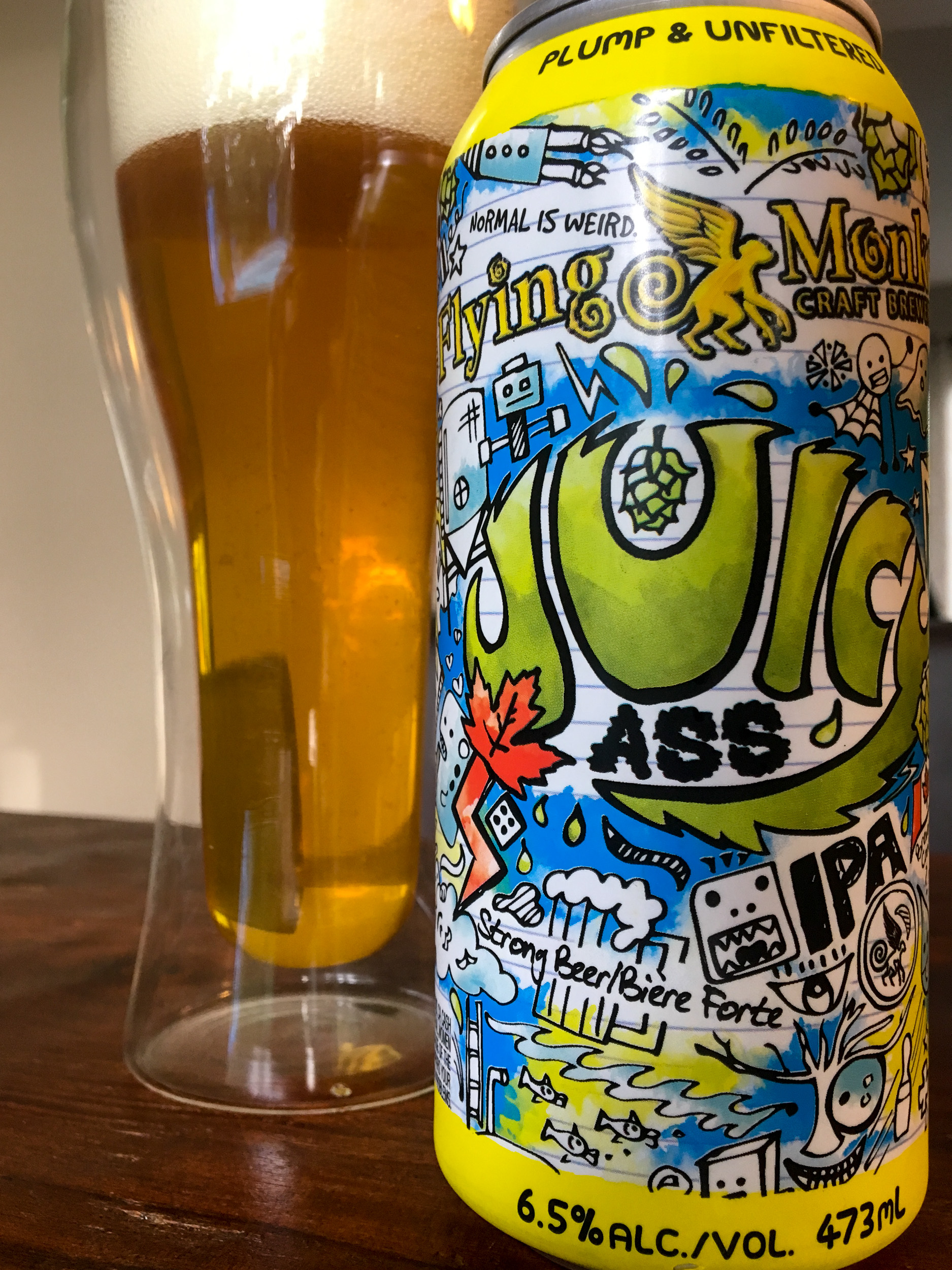
Ein India Pale Ale

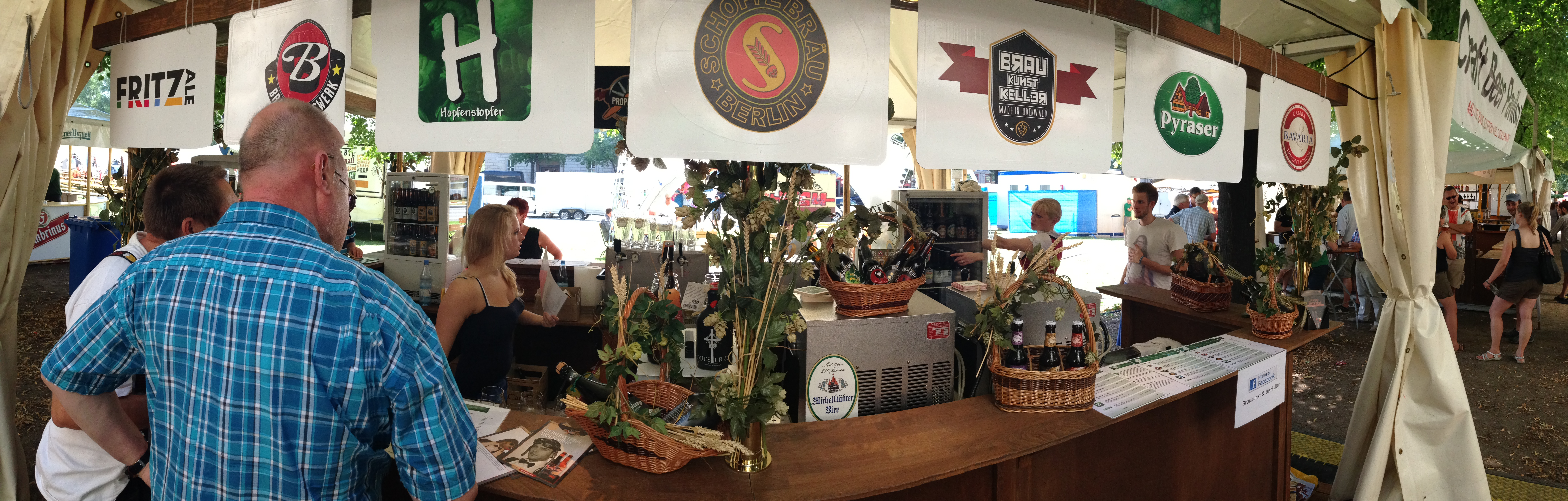
Craft-Bier-Stand auf dem Internationalen Berliner Bierfestival, 2013

Eine klare und präzise Definition für Craftbier gibt es in Deutschland nicht, da sich der Begriff nicht als Wortmarke schützen lässt. Zum Craft-Bier-Anbieter wird eine Brauerei nicht durch ein einzelnes Bier, sondern durch die gesamte Philosophie der Brauerei. Anfang 2017 gründete sich aus der deutschen Craft-Szene der Verband Deutscher Kreativbrauer e. V. Durch die größere Auswahl an Bieren entstanden neue Fachhändler, die mit Vinotheken zu vergleichen sind.
Traditionell waren konzernunabhängige Brauereien bereits weit verbreitet, wie Gasthofbrauereien, Hausbrauereien oder Brauhäuser. Seit Beginn der 2010er Jahre zeichnet sich in einigen Regionen der Trend zu Craftbrauereien ab. Bei einer Jahreserzeugung von weniger als 200.000 Hektolitern werden Brauereien in Deutschland durch eine geringere Biersteuer begünstigt, was auf rund 95 % der Brauereien in Deutschland zutrifft.
Fritz Wülfing führte 2010 als Erster in Deutschland den Begriff Craftbeer mit seinen „Fritz-ales“ ein. Den Namen seiner Biermarke musste er allerdings in AleMania ändern, da sich die Nordmann-Gruppe (Ratsherrn, Störtebeker, Fritz-Getränke-Vertrieb) den Namen „Fritz“ für alle Getränke gesichert hat. Dieser Getränkekonzern versuchte allerdings erfolglos, sich die Markenrechte für die Begriffe „Craft“ und „Craftbier“ schützen zu lassen.
Der Markt der Craft-Biere wurde auch von Großbrauereien erkannt. So hat die Bitburger Braugruppe die Marke Craft-Werk geschaffen. Die Radeberger Gruppe gründete als Zweig Die Internationale Brau-Manufacturen GmbH, die 14 Eigenkreationen und 25 Produkte von Partnern anbietet. Die Gestaltung von im Geschmack individuellen Bieren sowie die Werbung dafür gewinnt weiter an Bedeutung. Es werden Wettbewerbe im nationalen und internationalen Rahmen veranstaltet. Es gab im Sommer 2018 „jede Menge Craft-Beer-Festivals“ in Deutschland, so in Bremen, Berlin, München, in Köln, Düsseldorf oder Karlsruhe. Dabei setzt sich die Verbreitung in regionalen Bereichen fort.
Der Diplom-Braumeister und Biersommelier Oliver Wesseloh akzeptiert zwar, dass sich der Begriff „Craftbeer“ mittlerweile in Deutschland etabliert habe, vertritt aber die Ansicht, dass dieser nicht geeignet sei. Die Situation in Deutschland sei stets anders als in den Vereinigten Staaten gewesen. Der (neue) Begriff beziehe sich in Europa vor allem auf Kreativbier und auf Kreativbrauer. Von letzteren werden alte Bierstile wie Grutbier, Gose oder Berliner Weisse wiederentdeckt und neu interpretiert. Das Gleiche gilt so für weitere Stile wie India Pale Ale, Belgisch Wit oder Stout. So werden neue Biere auf der Basis zahlreicher verschiedener Hopfen- und Malzsorten entwickelt. Es werden speziell Aromahopfen und kreative Techniken wie das Hopfenstopfen (Kalthopfung) oder die Lagerung in Whisky-, Wein- oder Rumfässern genutzt.